# Bernard-Romain Julien
Pour les articles homonymes, voir Julien (nom de famille).
Bernard-Romain Julien, né le 16 novembre 1802 à Bayonne où il est mort le 3 décembre 1871, est un peintre, lithographe et illustrateur français.

## Biographie
Après une jeunesse passée à Bayonne où il apprend le dessin, Bernard-Romain Julien monte à Paris et rentre en 1822 à l'école des Beaux-arts, sous la direction de Antoine-Jean Gros. Il est l'ami d'enfance de Pierre Théophile Junca, dont il fera le portrait, et qui épousera la sœur de sa femme, née Latrilhe. Sa femme Louise Élisée Latrilhe est la tante du Cardinal Lavigerie. Pierre Théophile Junca est témoin de leur mariage le 29 octobre 1832 à Bayonne. Les deux amis se retrouveront à Paris, autour de l'éditeur-imprimeur Aubert & Cie et Charles Philipon.
Il expose au Salon de Paris en 1834, 1835, 1839, 1846, 1848 et 1850, des compositions lithographiques. En 1848, il produit une traduction lithographique de la Prise de la smalah d'Abd-el-Kader (1845) d'après Horace Vernet. Il montre également ses interprétations des œuvres de Henri Lehmann, Achille Devéria, Hippolyte Lecomte, Philippoteaux.
Actif dès 1826, il travaille comme illustrateur vers 1829-1830 pour La Caricature, le Genre parisien, un périodique contenant des estampes, coordonnée par Charles Philipon, Le Charivari, Le Voleur, La Galerie de la presse, la Biographie des hommes du jour, la Livre des orateurs, la Revue des armées, ou encore le Cours de littérature de La Harpe, publié chez A. Boblet en 1830 et contenant près de 400 portraits. Ses planches les plus remarquables sont issues des ateliers de Lemercier.

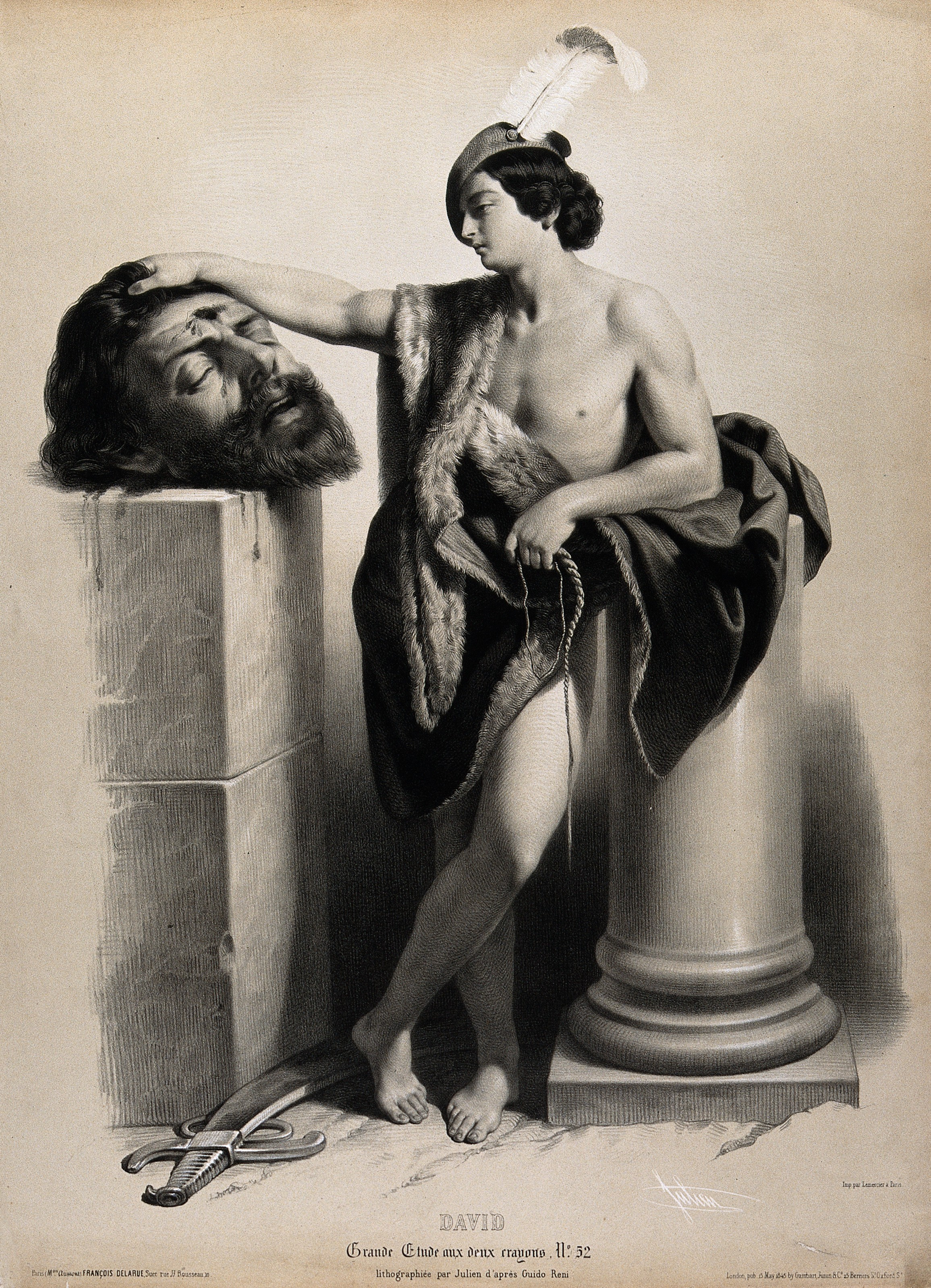
David (1845), lithographie Lemercier (Fonds Wellcome).

Dans les années 1840, il publie les Cours élémentaires de dessin d'après Léon Cogniet, et une Étude à deux crayons, deux ouvrages d'enseignement qui connurent un certain succès, jusqu'aux États-Unis,.
Il retourne vivre à Bayonne en 1866 où il meurt le 3 décembre 1871.
Il a une fille, Anne Coraly Julien, née le 7 octobre 1843 à Paris.